# リーザ・デラ・カーザ

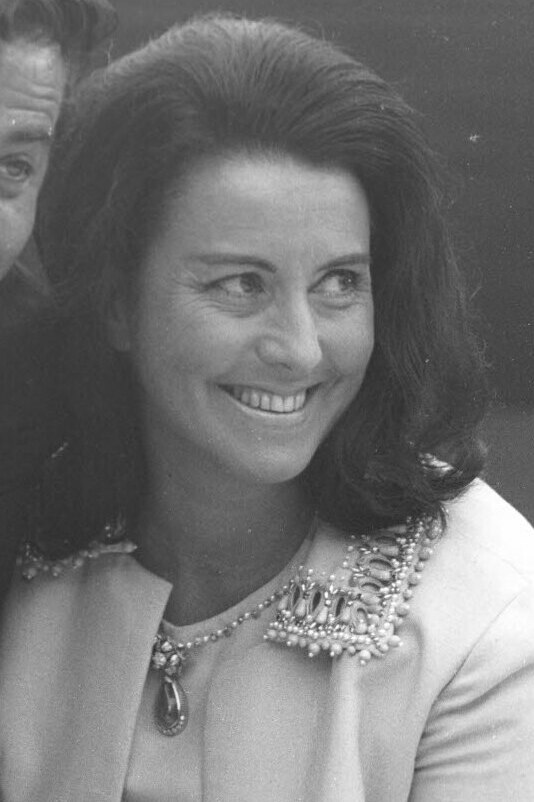
1968年

リーザ・デラ・カーザ（Lisa Della Casa, 1919年2月2日 - 2012年12月10日）は、スイス出身のソプラノ歌手。「デラ・カーザ」が姓である。

## 経歴
ベルン州ブルクドルフの生まれ。
15歳からチューリヒ音楽院のマルガレーテ・ヘーザーの下で声楽を学ぶ。1941年にゾロトゥル＝ビール市立劇場でプッチーニの『蝶々夫人』を歌ってデビューを飾った。
その後1943年にチューリヒ市立歌劇場でプッチーニの『ラ・ボエーム』でミミを歌って評判をとり、1947年にリヒャルト・シュトラウスの『アラベラ』でズデンカ役でザルツブルク音楽祭に出演し、ウィーン国立歌劇場のメンバーに迎えられた。ドイツ語圏におけるリリックソプラノの代表的な一人であり、人気を集めた美貌はいくつかのオペラ映像に記録をとどめている。ただし、1960年のザルツブルク音楽祭での『ばらの騎士』元帥夫人役は大部分が彼女が歌ったにもかかわらず、映画収録の回のみはエリーザベト・シュヴァルツコップに交替させられるという苦汁をなめた。
1949年にはミラノ・スカラ座にデビューし、リヒャルト・シュトラウスの『ばらの騎士』のゾフィー役を演じている。
1952年にはバイロイト音楽祭に出演し、『ニュルンベルクのマイスタージンガー』のエヴァ役を歌った。
1974年に引退した。
2012年12月10日、スイスのトゥールガウ州ミュンスターリンゲンにて没した。93歳没。

## ディスコグラフィ

### オペラ全曲
- 『フィガロの結婚』（1955年、デッカ・レコード）エーリヒ・クライバー指揮ウィーン・フィルハーモニー管弦楽団演奏：チェーザレ・シエピ（フィガロ）、ヒルデ・ギューデン（スザンナ）、アルフレート・ペル（ドイツ語版）（アルマヴィーヴァ伯爵）、デラ・カーザ（伯爵夫人）、シュザンヌ・ダンコ（ケルビーノ）、フェルナンド・コレーナ（バルトロ）、マレー・ディッキー（英語版）（バジリオ）
- 『ドン・ジョヴァンニ』（1955年、デッカ）ヨーゼフ・クリップス指揮ウィーン・フィルハーモニー管弦楽団演奏：チェーザレ・シエピ（ドン・ジョヴァンニ）、シュザンヌ・ダンコ（ドンナ・アンナ）、アントン・デルモタ（ドン・オッターヴィオ）、デラ・カーザ（ドンナ・エルヴィーラ）、フェルナンド・コレーナ（レポレッロ）、クルト・ベーメ（騎士団管区長）、ヴァルター・ベリー（マゼット）、ヒルデ・ギューデン（ツェルリーナ）
- 『コジ・ファン・トゥッテ』（1955年、デッカ）カール・ベーム指揮ウィーン・フィルハーモニー管弦楽団演奏：デラ・カーザ（フィオルディリージ）、クリスタ・ルートヴィヒ（ドラベッラ）、エミー・ローゼ（ドイツ語版）（デスピーナ）、アントン・デルモタ（フェルランド）、エーリッヒ・クンツ（グリエルモ）、パウル・シェフラー（ドン・アルフォンソ）
- 『オルフェオとエウリディーチェ』（1955年、RCAビクター）ピエール・モントゥー指揮ローマ歌劇場管弦楽団演奏：リーゼ・スティーヴンス（オルフェオ）、デラ・カーザ（エウリディーチェ）、ロバータ・ピータース（愛の神）
- 『アラベラ』（1957年、デッカ）ゲオルク・ショルティ指揮ウィーン・フィルハーモニー管弦楽団演奏：デラ・カーザ（アラベラ）、ヒルデ・ギューデン（ズデンカ）、ジョージ・ロンドン（マンドリーカ）、オットー・エーデルマン（ヴァルトナー伯爵）、イラ・マラニウク（ドイツ語版）（アデライーデ）、アントン・デルモタ（マッテオ）、ヴァルデマール・クメント（エレメール）、ミミ・コアース（英語版）（フィアカーミリ）、エバーハルト・ヴェヒター（ドミニク）
- 『フィガロの結婚』（1958年、RCAビクター）、エーリヒ・ラインスドルフ指揮ウィーン・フィルハーモニー管弦楽団演奏：ジョルジョ・トッツィ（英語版）（フィガロ）、ロバータ・ピータース（スザンナ）、ジョージ・ロンドン（アルマヴィーヴァ伯爵）、デラ・カーザ（伯爵夫人）、ロザリンド・エリアス（ケルビーノ）、フェルナンド・コレーナ（バルトロ）、ガボール・カレッリ（英語版）（バジリオ）

## 脚註
1. ↑  リーザ・デラ・カーザさん＝スイスのソプラノ歌手 読売新聞 2012年12月14日閲覧